# Сабина (Фрозиноне)
Сабина је насеље у Италији у округу Фрозиноне, региону Лацио.
Према процени из 2011. у насељу је живело 211 становника. Насеље се налази на надморској висини од 397 м.